# محوطه قره تیکان
محوطه قره تیکان مربوط به سده‌های میانی و متأخر اسلامی است و در شهرستان کلات واقع شده و این اثر در تاریخ ۲۴ خرداد ۱۳۹۰ با شمارهٔ ثبت ۳۰۲۹۱ به‌عنوان یکی از آثار ملی ایران به ثبت رسیده است.